# セルジュ・パウエルス
セルジュ・パウエルス（Serge Pauwels、1983年11月21日 - ）は、ベルギー、リール出身の自転車競技（ロードレース）選手。

## 経歴
2006年、トップポルト・フラーンデレンにてプロキャリアスタート。
2007年、ツアー・ダウンアンダー 山岳賞
2009年、サーヴェロ・テストチームに移籍。ジロ・デ・イタリア2009第15ステージにてレオナルド・ベルタニョッリに敗れたが、ベルタニョッリのドーピング違反により、優勝扱いとなった。
2010年、スカイ・プロサイクリングに移籍。
2012年、オメガファーマ・クイックステップに移籍。
2015年、MTNクベカに移籍。
2016年、ツール・ド・フランス2016第12ステージ魔の山モンヴァントゥーにて惜しくも2位。
2017年、ツール・ド・ヨークシャー第3ステージにてオマール・フライレとワンツーフィニッシュ。初のゴールラインでの勝利を挙げ、総合優勝を獲得した。
2019年、CCCチームに移籍。

## 主な戦績

### 2007年
- ツアー・ダウンアンダー 山岳賞

### 2009年
- ジロ・デ・イタリア 区間優勝（第15ステージ）

### 2017年
- ツール・ド・ヨークシャー 総合優勝（第3ステージ優勝）